# 朗福德郡
朗福德郡（County  Longford；愛爾蘭語：Contae an Longfoirt），是愛爾蘭的一個郡，位於愛爾蘭島中部。歷史上屬倫斯特省。西以香農河－里湖為界。
面積1,091平方公里，2006年人口34,361人。首府朗福德。

## 外部連結
- County Longford Official Website （页面存档备份，存于）
- Longford County Council （页面存档备份，存于）
- Longford Ancestry
- Farrells of Longford
- Corboy Presbyterian: County Longford's only Presbyterian Church

53°40′N 7°45′W / 53.667°N 7.750°W